# الدنز کورنرز (ویسکانسین)
الدنز کورنرز، ویسکانسین (به انگلیسی: Aldens Corners, Wisconsin) یک محدوده ثبت‌نشده در ایالات متحده آمریکا است که در روکسبوری، کانزاس واقع شده‌است.

## خصوصیات
الدنز کورنرز ۲۹۲٫۹۲ متر بالاتر از سطح دریا واقع شده‌است.